# Unione Sportiva Ancona 1905 2016-2017
Questa voce raccoglie le informazioni riguardanti l'Unione Sportiva Ancona nelle competizioni ufficiali della stagione 2016-2017.

## Stagione
Nella stagione 2016-2017 l'Ancona disputa il girone B del campionato di Lega Pro, raccoglie sul campo 32 punti con la penalizzazione di un punto, che valgono l'ultimo posto in classifica e relativa retrocessione in Serie D. Tre i tecnici che hanno tentato di far mantenere la categoria ai biancorossi dorici, senza riuscirci. Al termine del girone di andata l'Ancona ha virato con 20 punti, con cinque squadra alle sue spalle, in zona salvezza, poi il tracollo nel girone di ritorno, con la miseria di 12 punti raccolti. L'Ancona ha partecipato alla Coppa Italia Tim Cup superando anche il primo turno (4-3) al Sudtirol, poi nel secondo turno ha ceduto (2-0) a Chiavari contro la Virtus Entella. Discreto anche il percorso nella Coppa Italia di Lega Pro dove nei sedicesimi ha superato (1-0) il Fano, negli ottavi ha superato (2-1) la Maceratese, nei quarti ha pareggiato (1-1) a Teramo e poi superato il turno vincendo (3-5) ai rigori, poi nella doppia semifinale l'Ancona è stata eliminata dal Matera.

## Organigramma societario
- Fabio Brini - Allenatore
- Gabriele Baldassarri - Allenatore in seconda
- Daniele Gianfelici - Team manager
- Stefano Leoni - Preparatore portieri
- Stefano Valentini - Preparatore atletico
- Giorgio Ardelli - Fisioterapista
- Pasquale Palumbo - Fisioterapista
- Marco Osimani - Magazziniere
- Amministratore Delegato - David Miani
- Direttore Sportivo - Adriano Ciardullo
- Direttore Generale - Marco Cerminara
- Direttore Commerciale/Marketing - Quoiani Alessandro
- Segretario Generale - Michele Di Bari

## Rosa
| N. |                                 | Ruolo | Calciatore         |
| -- | ------------------------------- | ----- | ------------------ |
| 1  | Italia (bandiera)               | P     | Tommaso Scuffia    |
| 2  | Italia (bandiera)               | D     | Aurelio Barilaro   |
| 3  | Italia (bandiera)               | D     | Emanuele Malerba   |
| 4  | Bosnia ed Erzegovina (bandiera) | C     | Marko Djuric       |
| 5  | Italia (bandiera)               | C     | Luca Gelonese      |
| 6  | Croazia (bandiera)              | D     | Petar Kostadinović |
| 7  | Italia (bandiera)               | A     | Marco Frediani     |
| 8  | Italia (bandiera)               | C     | Lorenzo Bambozzi   |
| 9  | Italia (bandiera)               | A     | Luca Cognigni      |
| 10 | Ghana (bandiera)                | C     | Daniel Kofi Agyei  |
| 11 | Italia (bandiera)               | A     | Elio De Silvestro  |
| 12 | Italia (bandiera)               | P     | Andrea Rossini     |
| 13 | Italia (bandiera)               | D     | Luca Ricci         |
| 15 | Italia (bandiera)               | C     | Davide Bariti      |
| 16 | Italia (bandiera)               | D     | Manuel Daffara     |

| N. |                     | Ruolo | Calciatore            |
| -- | ------------------- | ----- | --------------------- |
| 17 | Italia (bandiera)   | D     | Davide Moi            |
| 18 | Italia (bandiera)   | A     | Davide Montagnoli     |
| 19 | Italia (bandiera)   | D     | Carlo Tassoni         |
| 20 | Senegal (bandiera)  | A     | Falou Ndiaye Samb     |
| 21 | Italia (bandiera)   | C     | Simone Battaglia      |
| 22 | Italia (bandiera)   | P     | Benedetto Bottaluscio |
| 23 | Italia (bandiera)   | A     | Matteo Momentè        |
| 24 | Italia (bandiera)   | A     | Davide Voltan         |
| 25 | Italia (bandiera)   | C     | Francesco Papa        |
| 26 | Italia (bandiera)   | C     | Enrico Zampa          |
| 27 | Ungheria (bandiera) | D     | Dávid Forgács         |
| 28 | Italia (bandiera)   | D     | Nicola Bartoli        |
| 29 | Italia (bandiera)   | C     | Edoardo Ascani        |
| 30 | Italia (bandiera)   | D     | Nicola Bellucci       |
| 31 | Italia (bandiera)   | C     | Simone Farinelli      |

## Risultati

### Lega Pro - girone B

#### Girone di andata
| Arbitro: | Dionisi (L'Aquila) |

|          |           |               |
| Samb 90’ | Marcatori | 72’ M. Marchi |

| Arbitro: | Mantelli (Brescia) |

|                                        |           |  |
| Manconi 36’, 39’ Angiulli 59’ Nolé 90’ | Marcatori |  |

| Arbitro: | Robilotta (Sala Consilina) |

|                     |           |                            |
| Bizzotto 45’ (aut.) | Marcatori | 49’ Grandolfo 85’ Laurenti |

| Macerata 13 settembre 2016, ore 20:30 CEST 4ª giornata | Maceratese           | 0 – 0 | Ancona | Stadio Helvia Recina (1.575 spett.)\| Arbitro: \| Pagliardini (Arezzo) \| |
| Arbitro:                                               | Pagliardini (Arezzo) |       |        |                                                                           |

| Arbitro: | Valiante (Salerno) |

|  |           |             |
|  | Marcatori | 66’ Marsura |

| Arbitro: | Maggioni (Lecco) |

|              |           |  |
| Frediani 53’ | Marcatori |  |

| Santarcangelo di Romagna 1 ottobre 2016, ore 14:30 CEST 7ª giornata | Santarcangelo       | 0 – 0 | Ancona | Stadio Valentino Mazzola (714 spett.)\| Arbitro: \| Provesi (Treviglio) \| |
| Arbitro:                                                            | Provesi (Treviglio) |       |        |                                                                            |

| Arbitro: | Bertani (Pisa) |

|              |           |  |
| Frediani 10’ | Marcatori |  |

| Arbitro: | Pietropaolo (Modena) |

|            |           |          |
| Masini 41’ | Marcatori | 65’ Samb |

| Arbitro: | Mastrodonato (Molfetta) |

|  |           |                            |
|  | Marcatori | 21’ Valagussa 57’ Ferretti |

| Pordenone 29 ottobre 2016, ore 16:30 CEST 11ª giornata | Pordenone         | 0 – 0 | Ancona | Stadio Ottavio Bottecchia (1.100 spett.)\| Arbitro: \| Amabile (Vicenza) \| |
| Arbitro:                                               | Amabile (Vicenza) |       |        |                                                                             |

| Arbitro: | Meleleo (Casarano) |

|             |           |            |
| Gliozzi 63’ | Marcatori | 47’ Bariti |

| Arbitro: | Nicoletti (Catanzaro) |

|  |           |             |
|  | Marcatori | 15’ Barbuti |

| Arbitro: | Marchetti (Ostia Lido) |

|                                       |           |                       |
| Ilari 8’ Bulevardi 11’ Fratangelo 78’ | Marcatori | 41’, 52’ De Silvestro |

| Arbitro: | Ranaldi (Tivoli) |

|                         |           |                |
| Daffara 6’ Frediani 69’ | Marcatori | 11’ Nocciolini |

| Salò 4 dicembre 2016, ore 14:30 CEST 16ª giornata | Feralpisalò     | 0 – 0 | Ancona | Stadio Lino Turina (600 spett.)\| Arbitro: \| Di Gioia (Nola) \| |
| Arbitro:                                          | Di Gioia (Nola) |       |        |                                                                  |

| Arbitro: | Pasciuta (Agrigento) |

|                      |           |                              |
| Samb 32’ Momentè 83’ | Marcatori | 37’ Neto Pereira 59’ Favalli |

| Arbitro: | Strippoli (Bari) |

|  |           |              |
|  | Marcatori | 40’ Frediani |

| Arbitro: | Vigile (Cosenza) |

|  |           |               |
|  | Marcatori | 60’ Capellini |

#### Girone di ritorno
| Arbitro: | Zufferli (Udine) |

|                               |           |                       |
| Caridi 48’, 85’ M. Marchi 93’ | Marcatori | 53’ Ricci 82’ Momentè |

| Arbitro: | Maggioni (Lecco) |

|              |           |  |
| Frediani 40’ | Marcatori |  |

| Arbitro: | De Tullio (Bari) |

|            |           |  |
| Candido 4’ | Marcatori |  |

| Arbitro: | Perotti (Legnano) |

|  |           |                   |
|  | Marcatori | 91’ (rig.) Quadri |

| Arbitro: | Camplone (Pescara) |

|                       |           |              |
| Moreo 50’ Marsura 88’ | Marcatori | 1’ Del Sante |

| Arbitro: | Annaloro (Collegno) |

|                    |           |                    |
| Nolè 45’ Laner 48’ | Marcatori | 19’ (rig.) Momentè |

| Ancona 19 febbraio 2017, ore 14:30 CEST 26ª giornata | Anconitana      | 0 – 0 | Santarcangelo | Stadio Del Conero (1.521 spett.)\| Arbitro: \| Detta (Mantova) \| |
| Arbitro:                                             | Detta (Mantova) |       |               |                                                                   |

| Arbitro: | De Santis (Lecce) |

|                             |           |  |
| Scrosta 25’ Mastroianni 37’ | Marcatori |  |

| Arbitro: | Sozza (Seregno) |

|  |           |                               |
|  | Marcatori | 45’ Zullo 68’ (rig.) Fioretti |

| Arbitro: | De Angeli (Abbiategrasso) |

|                                        |           |                        |
| Ferri Marini 6’ (rig.), 8’ Rinaldi 63’ | Marcatori | 18’ Agyei 44’ Frediani |

| Arbitro: | Provesi (Treviglio) |

|  |           |                           |
|  | Marcatori | 35’ Semenzato 41’ Padovan |

| Arbitro: | Capraro (Cassino) |

|  |           |              |
|  | Marcatori | 10’ G. Tulli |

| Arbitro: | D'Apice (Arezzo) |

|                        |           |              |
| Leonetti 31’ Lella 80’ | Marcatori | 58’ Frediani |

| Arbitro: | Panarese (Lecce) |

|  |           |             |
|  | Marcatori | 77’ Barbuti |

| Arbitro: | Bertani (Pisa) |

|  |           |                            |
|  | Marcatori | 62’ Frediani 93’ Del Sante |

| Arbitro: | Lorenzin (Castelfranco Veneto) |

|             |           |             |
| Momentè 93’ | Marcatori | 45’ Gerardi |

| Arbitro: | Santoro (Messina) |

|                          |           |                  |
| Altinier 15’ Favalli 54’ | Marcatori | 4’, 66’ Paolucci |

| Arbitro: | Maggioni (Lecco) |

|              |           |                             |
| Paolucci 58’ | Marcatori | 14’ Agodirin 63’ Vallocchia |

| Arbitro: | Ayroldi (Molfetta) |

|  |           |              |
|  | Marcatori | 58’ Paolucci |

### Coppa Italia
| Arbitro: | Paterna (Teramo) |

|                                           |           |                                  |
| Cognigni 21’ (rig.), 58’, 83’ Forgacs 65’ | Marcatori | 45’ Bassoli 48’ Gliozzi 68’ Fink |

| Arbitro: | Pinzani (Empoli) |

|                              |           |  |
| Troiano 26’ (rig.) Gerli 87’ | Marcatori |  |

### Coppa Italia Lega Pro
| Arbitro: | Guarnieri (Empoli) |

|             |           |  |
| Malerba 35’ | Marcatori |  |

| Arbitro: | D'Apice (Arezzo) |

|                   |           |              |
| Gelonese 45’, 37’ | Marcatori | 72’ Gremizzi |

| Arbitro: | Maggioni (Lecco) |

|                                   |                      |                              |
| Sansovini 50’                     | Marcatori            | 38’ Frediani                 |
| Caidi Di Paolantonio Amadio Ilari | Tiri di rigore 2 – 4 | Bariti Mancini Agyei Momentè |

| Arbitro: | Dionisi (L'Aquila) |

|            |           |  |
| Casoli 75’ | Marcatori |  |

| Arbitro: | Mantelli (Brescia) |

|                        |           |                        |
| L. Ricci 11’ Zampa 27’ | Marcatori | 52’ Gigli 61’ M. Negro |